# Petar Gligorovski
Petar Gligorovski, mazedonisch Петар Глигоровски (* 7. Februar 1938 in Skopje; † 4. Dezember 1995 ebenda) war ein mazedonischer Maler und Animator.

## Biografie
Gligorovski war in den 1950er Jahren einer der Pioniere der jugoslawischen Comic-Szene und Animationskünstler und arbeitete hauptsächlich in einer Zagreb-zentrierten Gruppe von Animatoren. Nach einer Ausbildung an der Akademie der Bildenden Künste in Belgrad und Spezialisierung auf den Bereich der Animation in Zagreb, produzierte er von 1963 bis 1968 Animationsfilme für den Fernsehsender TV Skopje.

## Werke
Er produzierte mehrere Filme, eine Reihe von technisch-experimentellen Szenen sowie zwei unvollendete Filmprojekte.
Das Markenzeichen seiner Filme sind polychrome, überwiegend biomorphe Formen in wiederkehrenden und dezenten Mustern und bilden einen einzigartigen und unverwechselbaren Stil. Thematisch beschäftigten sich seine Filme durch visuelle Allegorien und Metaphern mit universellen und mythischen Themen wie Geburt, Sündenfall, Apokalypse und dem Phönix. In einigen Werken wurden dokumentarische Sequenzen eingebettet, zur Verstärkung des Leitmotivs, weniger aus Gründen der Optik oder Erforschung von technischen Grenzen.
Zu seinen wichtigsten Werken zählen:
- Embrion № M, 1971
- Feniks, 1976
- Adam: 5 do 12, 1977
- A, 1985

## Auszeichnungen
- 1971 YFDSF Belgrad, Diplom für besondere Richtung des Animationsfilms /
- 1977 YFDSF Belgrad, Goldene Medaille-Belgrad / Adam: 5 do 12
- 1977 IFF Berlin, Silberner Bär / Feniks; 1977 IFF, Annesi, Grand Prix / Feniks
- 1982 YFDSF Belgrad, Special Charta für den Pionier und kreative Arbeit im Bereich der Animation